# باشگاه فوتبال لی من
باشگاه فوتبال لی من یک باشگاه فوتبال در کشور هنگ کنگ می‌باشد که در لیگ برتر فوتبال هنگ کنگ بازی می‌کند. این باشگاه در سال ۲۰۱۷ تأسیس شده‌است.